# Гідрографія Австралії
Австралія надзвичайно бідна на поверхневі води країна, лише 10-17 % атмосферних опадів потрапляє до водотоків країни, решта випаровується та просотується в ґрунт. Річкова сітка розвинута мало, майже 60 % території — безстічні області. Більшість річок мають нерівномірний режим стоку; живлення дощове. Річний стік з континенту дорівнює 350 км³ (1 % поверхневого стоку планети). Розподіл поверхневих вод територією країни нерівномірний, половина припадає на малозаселену північну частину, а на найважливіший сільськогосподарський район басейну Муррею (2570 км) — Дарлінгу (2740 км) — лише 14 % (1 млн км²).

## Річки Австралії
Головна річкова артерія Австралії – Муррей разом з великими притоками Дарлінгом, Маррамбіджі і Гоулберном дренує територію пл. 1072,8 тис. кв. км в Новому Південному Уельсі, Вікторії, Квінсленді і Південній Австралії. Муррей, що бере початок в Сніжних горах, впадає в затоку Енкаунтер в Південній Австралії. Його загальна довжина становить 2575 км, в тому числі нижня частина в 970 км доступна для проходу невеликих суден. Піщані мілини, що перегороджують гирло річки, служать перешкодою для заходу морських судів. Стік Муррея і Маррамбіджі регулюється гідроенергосистемою «Сніжні гори». Притоки Дарлінга дренують всі західні схили гір Східної Австралії на півночі Нового Південного Уельсу і частково на південному сході Квінсленда. Головна притока Дарлінг довжиною 2740 км впадає в Муррей біля Уентуерта. На Західному плато стік роз'єднаний, і існуючі там потоки функціонують рідко і нетривалий час, а закінчуються у тимчасових озерах або болотах, приурочених до безстічних улоговин. Велика територія в Квінсленді, Північній території і Південній Австралії пл. 1143,7 тис. кв. км належить до басейну озера Ейр – одного з найбільших у світі басейнів внутрішнього стоку. Великі річки цього басейну Джорджіна, Дайамантіна і Купер-Крик характеризуються дуже малими схилами і звичайно являють собою лабіринти сухих русел, що переплітаються, однак після дощів вони можуть розливатися на багато кілометрів завширшки. Води цих річок дуже рідко досягають озера Ейр: в 1950 його улоговина заповнилася вперше з часу колонізації материка європейцями.

## Озера Австралії
Більша частина озер Австралії – це безводні улоговини, покриті соленосними глинами. У тих рідких випадках, коли вони заповнені водою, це мулкі солоні і дрібні водоймища. Багато таких озер є на Західному плато в Західній Австралії, однак найбільші з них знаходяться в Південній Австралії: озера Ейр, Торренс, Герднер і Фром. Вздовж півд.-східного берега Австралії розвинені численні лагуни з солонуватою або солоною водою, відмежовані від моря піщаними мілинами і грядами. Найбільші прісноводні озера знаходяться в Тасманії, де деякі з них, включаючи озеро Грейт-Лейк, використовуються в гідроенергетичних цілях.

## Підземні води Австралії
Водопостачання за рахунок підземного стоку має життєво важливе значення для багатьох сільських районів Австралії. Загальна площа басейнів із запасами підземних вод перевищує 3240 тис. кв. км. Великий Артезіанський Басейн – найбільший в світі, в Квінсленді, Південній Австралії, на Новому Південному Уельсі і Північній території займає площу 1751,5 тис. кв. км. Підземні води порівняно теплі і сильно мінералізовані. Артезіанські басейни менших розмірів знаходяться в Західній Австралії і на південному сході Вікторії.